# Закон Стіглера
Закон Стіглера про епонімію (англ. Stigler's law of eponymy) — це емпіричне спостереження, описане професором статистики Стівеном Стіглером (Stephen Stigler) в його однойменній статті 1980 року. У найпроостішому формулюванні він свідчить: «Жодне наукове відкриття не було названо на честь першовідкривача» (англ. No scientific discovery is named after its original discoverer). Сам Стіглер вважав, що першовідкривачем закону був Роберт Мертон, таким чином, закон Стіглера може бути застосований до самого себе.

## Передумови
Часто відкриття називають на честь людини, яка звернула загальну увагу на раніше непопулярну ідею або принцип, причому частенько ця людина не є першовідкривачем. Деякі наукові теорії набували епонімічну назву значно пізніше їх першого опису. Незаслужена назва приживається, навіть незважаючи на загальну згоду в тому, що вона історично неточна. Часто декілька авторів роблять відкриття одночасно, і тоді авторитетність окремого автора може зіграти вирішальну роль в приписуванні лише йому одному назви спочатку спільного відкриття.

## Аналогії
Батько Стівена Стіглера, економіст Джордж Стіглер, досліджував історію економічних відкриттів. Він говорив: «Те, що раніше не почуте твердження, потім, будучи перевідкритим, визнається наукою, можна вважати безумовним доказом того, що наукове співтовариство сприймає ідеї тільки коли вони узгоджуються з актуальним станом науки» (англ. If an earlier, valid statement of a theory falls on deaf ears, and a later restatement is accepted by the science, this is surely proof that the science accepts ideas only when they fit into the then - current state of the science). Він також наводив деякі приклади, коли першовідкривач не отримував належного визнання.
Роберт Мертон використав термін ефект Матфея, описуючи закономірність, при якій відомий учений має пріоритет перед маловідомим ученим в питанні визнанні за ним авторства. І навіть якщо їх результати були схожі, авторство відкриття зазвичай закріплюється за вже і без того відомим ученим. Мертон писав: «Такий перекіс у визнанні авторства на користь визнаного ученого має місце при спільній роботі і у випадках коли відкриття незалежно робили учені з істотно різним авторитетом» (англ. this pattern of recognition, skewed in favor of the established scientist, appears principally (i) in cases of collaboration and (ii) in cases of independent multiple discoveries made by scientists of distinctly different rank).
Закон Бойера був сформульований Х'юбертом Кенеді (Hubert Kennedy) в 1972 році. Він свідчить: «Математичні формули і теореми зазвичай названі не на честь першовідкривачів», і був названий на честь Карла Бойера (Carl Boyer), чия книга Історія математики містила безліч прикладів цієї закономірності. Також як і Стіглер, Кенеді відмічав, що це окремий випадок, коли закон є підтвердженням самого себе (англ. it is perhaps interesting to note that this is probably a rare instance of a law whose statement confirms its own validity).
Приказка «Усе важливе вже було сказане кимось, хто цього не знаходив» (англ. Everything of importance has been said before by somebody who did not discover it) приписується Альфреду Уайтхеду.

У Росії закон Стіглера часто називають принципом Арнольда, який уперше описав його у своїй науково-популярній замітці 1998 року. Арнольд детально описав ситуацію, при якій був сформульований цей принцип: 
Англійський фізик Майкл Беррі назвав цей эпонімічний принцип «принципом Арнольда», доповнивши його ще другим. Принцип Беррі: Принцип Арнольда застосований до самого собі (тобто був відомий і раніше). Повідомив же я йому епонімічний принцип у відповідь на препринт про «фазу Берри», приклади якої анітрохи не поступаються загальній теорії, за десятки років до Беррі були опубліковані С. М. Ритовим (під назвою «інерції напряму поляризації») і А. Ю. Ішлинським (під назвою «Уход гироскопа подводной лодки вследствие несовпадения пути возвращения на базу с путём ухода от неё»)